# Paul Seguin
Paul Seguin (ur. 29 marca 1995 w Magdeburgu) – niemiecki piłkarz grający na pozycji pomocnika.

## Życiorys
Jest wychowankiem VfL Wolfsburg. W czasach juniorskich trenował także w 1. FC Lok Stendal. W 2014 roku dołączył do pierwszego zespołu Wolfsburga. W Bundeslidze zadebiutował 23 kwietnia 2016 w przegranym 0:2 meczu z FC Augsburg. Do gry wszedł w 85. minucie, zmieniając Daniela Caligiuri. W sezonie 2014/2015 zdobył wraz z klubem puchar kraju. Od 30 sierpnia 2017 do 30 czerwca 2018 przebywał na wypożyczeniu w drugoligowym Dynamie Drezno.